# Грачёва, Галина Николаевна
Гали́на Никола́евна Грачёва (18 ноября 1934, Ленинград — 15 мая 1993, Чукотский автономный округ) — советский и российский этнограф, автор многих трактатов о коренных жителях Таймыра — долганах и нганасанах. Кандидат исторических наук.

## Биография
Родилась 18 ноября 1934 в Ленинграде.
В 1951 году поступила в Ленинградский государственный университет на исторический факультет, который закончила в 1956 году.
В 1974 году ей была присуждена учёная степень кандидата исторических наук.
Погибла 15 мая 1993 года в авиакатастрофе. Вертолёт «МИ-8» потерпел аварию на Чукотском полуострове около посёлка Нутэпэльмен.

## Научная деятельность
Г. Н. Грачева известна как крупный специалист по этнографии народов Таймыра и по традиционному мировоззрению народов Сибири в целом. В 1960-80 гг вела активные исследования на Таймыре. Её монография «Традиционное мировоззрение охотников Таймыра» явилась фундаментальным вкладом в сибиреведение. Она совершила более двадцати экспедиций на север в арктическую зону. Несколько экспедиций имели комплексный характер, она работала совместно с археологами, социологами среди юкагиров, долган, нганасан.

### Основные труды
- Традиционные культы нганасан. Памятники культуры народов Сибири и Севера: (2-я половина XIX — начало XX в.). Сборник Музея антропологии и этнографии; т. 33 Отв. ред. И. С. Вдовин. Ленинград: Наука, 1977;
- Культовый комплект нганасан. Материальная культура и мифология. Сборник Музея антропологии и этнографии; т. 37. Отв. ред. Б. Н. Путилов. Ленинград: Наука, 1981. С. 153—158;
- Традиционное мировоззрение охотников Таймыра (на материалах нганасан). Л., 1983;
- Попов А. А. Нганасаны. Социальное устройство и верования. Отв. ред. Г. Н. Грачева и Ч. М. Таксами. Л., 1984[2].